# 巨水狼牙魚
巨水狼牙魚又稱巨水狼脂鲤，為輻鰭魚綱脂鯉目脂鯉亞目狼牙脂鯉科的其中一個種，分布於南美洲蓋亞那的奧里諾科河及亞馬遜河流域，體長可達66公分，棲息在河川底中層水域，生活習性不明。